# Зшивачі (телесеріал)
Зшивачі (англ. Stitchers) — американський фантастичний кримінальний телесеріал, створений Джефрі Аланом Шехтером (англ. Jeffrey Alan Schechter). Прем'єра відбулася 2 червня 2015 на телеканалі ABC Family (від січня 2016 — Freeform).

6 жовтня телесеріал було продовжено на третій сезон.
15 вересня 2017 року телеканал Freeform оголосив про закриття серіалу.

## Сюжет
Містика, в центрі якої головна героїня з надприродними здібностями. Для того, що б криваві вбивства були розкриті вона «зшивається» своєю свідомістю з жертвами, померлими в результаті нападу і бачить їх останні хвилини життя. Потім вона повідомляє отриману інформацію секретній організації, яка займається пошуком убивць. Переживання і біль проходять крізь її свідомість, молода жінка ледве витримує побачене, але тим не менше кожен раз знову і знову береться за свою справу в ім'я справедливого покарання винуватців.

## У головних ролях
| Актор                                        | Роль                                            |
| -------------------------------------------- | ----------------------------------------------- |
| Емма Ішта (Emma Ishta)                       | Кірстен Сларк (Kirsten Clark)                   |
| Кайл Гарріс (Kyle Harris)                    | Кемерон (Cameron)                               |
| Рітеш Раджан (Ritesh Rajan)                  | Ліхус Ахлувалія (Linus Ahluwalia)               |
| Саллі Річардсон (Salli Richardson-Whitfield) | Меггі (Maggie)                                  |
| Еллісон Скальотті (Allison Scagliotti)       | Каміла Енгельсон (Camille Engelson)             |
| Деймон Дейуб (Damon Dayoub)                  | детектив Квінсі Фішер (Detective Quincy Fisher) |
| Сола Баміс (Sola Bamis)                      | Айо (Ayo)                                       |
| Росс Курт Ле (Ross Kurt Le)                  | Алекс (Alex)                                    |
| Камерон Бріттон (Cameron Britton)            | Тім (Tim)                                       |
| Челсі Вінсент (Chelsea Vincent)              | Челсі (Chelsea)                                 |
| Джасмін Савой Браун (Jasmin Savoy Brown)     | Ніна                                            |

## Озвучення українською
У січні 2018 року студія «Робота голосом» спільно зі спільнотою DZUSKI зробила багатоголосе україномовне озвучення всього першого сезону серіалу, а також першого епізоду другого сезону.

## Епізоди
| Сезон | Епізоди | Прем'єра        | Фінал          |
| ----- | ------- | --------------- | -------------- |
| 1     | 11      | 2 червня 2015   | 20 жовтня 2015 |
| 2     | 10      | 22 березня 2016 | 24 травня 2016 |
| 3     | 10      | 5 червня 2017   | 14 серпня 2017 |